# Андора на Зимским олимпијским играма 1992.
Андори је ово било пето учешће на Зимским олимпијским играма. Делегацију Андоре, на Зимским олимпијским играма 1992. у Албервилу представљало је 5 спортиста (4 мушкарца и 1 жена) који су учествовали у 1 спорту.  Спортисти Андоре нису освојили ниједну медаљу.

## Учесници по спортовима
| Спорт          | Мушкарци | Жене | Укупно |
| -------------- | -------- | ---- | ------ |
| Алпско скијање | 4        | 1    | 5      |
| Укупно(1)      | 4        | 1    | 5      |

## Алпско скијање

### Мушкарци
| Такмичар      | Дисциплина      | Резултати       | Резултати       | Резултати       | Резултати       | Пласман/учес. (укуп.) |              |
| Такмичар      | Дисциплина      | 1. трка         | 2. трка         | Укупно          | Заостатак       | Пласман/учес. (укуп.) |              |
| ------------- | --------------- | --------------- | --------------- | --------------- | --------------- | --------------------- | ------------ |
| Рамон Росел   | Супервелеслалом |                 |                 | 1:19,10         | 6,06            | 47 / 93 (118)         |              |
| Рамон Росел   | Велеслалом      | 1:57,88 (48)    | Није завршио    | Није завршио    | Није завршио    | Није завршио          |              |
| Рамон Росел   | Слалом          | Није завршио    | Није завршио    | Није завршио    | Није завршио    | Није завршио          |              |
| Жерард Ескода | Супервелеслалом |                 |                 | Није завршио    | Није завршио    | Није завршио          | Није завршио |
| Жерард Ескода | Велеслалом      | 1:10,70 (41)    | 1:07,99 (37)    | 2:18,69         | 11,71           | 36 / 91 (130)         |              |
| Жерард Ескода | Слалом          | 57,35 (39)      | 57,36 (31)      | 1:54,71         | 10,32           | 32 / 65 (119)         |              |
| Нахум Оротбиг | Супервелеслалом |                 |                 | Није завршио    | Није завршио    | Није завршио          | Није завршио |
| Нахум Оротбиг | Велеслалом      | 1:11,37 (45)    | 1:07,93 (36)    | 2:19,30         | 12,32           | 38 / 91 (130)         |              |
| Нахум Оротбиг | Слалом          | Није завршио    | Није завршио    | Није завршио    | Није завршио    | Није завршио          |              |
| Виктор Гомез  | Супервелеслалом |                 |                 | Није завршио    | Није завршио    | Није завршио          | Није завршио |
| Виктор Гомез  | Велеслалом      | Дисквалификован | Дисквалификован | Дисквалификован | Дисквалификован | Дисквалификован       |              |

### Жене
| Такмичарка | Дисциплина      | Резултати     | Резултати     | Резултати     | Резултати     | Пласман/учес. (укуп.) |
| Такмичарка | Дисциплина      | 1. трка       | 2. трка       | Укупно        | Заостатак     | Пласман/учес. (укуп.) |
| ---------- | --------------- | ------------- | ------------- | ------------- | ------------- | --------------------- |
| Вики Грау  | Супервелеслалом |               |               | 1:30,07       | 8,86          | 38 / 48 (59)          |
| Вики Грау  | Велеслалом      | Није завршила | Није завршила | Није завршила | Није завршила | Није завршила         |
| Вики Грау  | Слалом          | Није завршила | Није завршила | Није завршила | Није завршила | Није завршила         |